# Erik Etzel
Erik Etzel, född 26 juni 1868 i Karlskoga, Örebro län, död 19 februari 1954 i Oscars församling, Stockholms län, var en svensk ansvarig utgivare för tidskriften Affärsvärlden.
Han var son till Erik Johan Olsson och Kristina Karolina Olsdotter samt från 1903 gift med Anna Lamberg. Etzel inledde studier i Uppsala 1888 och avlade en fil. kand. 1897 samt en fil. lic. 1899. Han var från 1899 anställd i Stockholms enskilda bank. Han företog ett flertal studieresor till banker och olika affärshus i Frankrike, Spanien, England, Amerika samt Ryssland 1900—1902. Från hösten 1902 var han redaktör för tidningen Affärsvärlden och blev dess ansvarige utgivare 1903. Han lämnade tidningen 1908 för en anställning vid Svenska Telegrambyrån.